# Jardín Botánico de Sierras Tejeda, Alhama y Almijara
El jardín botánico de Sierras Tejeda, Alhama y Almijara es un jardín botánico de unas 8 hectáreas de extensión que se encuentra en la provincia de Málaga, comunidad autónoma de Andalucía, España. Este jardín botánico forma parte de la Red de Jardines Botánicos de Andalucía, teniendo el propósito de conservación de la flora de Andalucía y de la educación ambiental, tanto de los escolares como del público en general.
Se encuentra en el espacio natural protegido de las Sierras Tejeda, Alhama y Almijara, en la Axarquía de Málaga, en el término municipal de Nerja. En el año 2007 estaba en la fase final de ejecución con las plantaciones de las especies vegetales.
Representa la flora « Malacitano Amijarense » (zona basal) más de 2.000 especies y subespecies de plantas, con los endemismos de la zona.